# Гриб, Уильям
Уильям Ф. Гриб (англ. William F. Grebe; 1870 — ?) — американский фехтовальщик, серебряный и бронзовый призёр летних Олимпийских игр 1904.
На Играх 1904 в Сент-Луисе Гриб участвовал в трёх соревнованиях. В состязаниях на саблях он занял второе место, выиграв две встречи, и получил серебряную награду. В турнире на палках он оказался на последней третьей позиции и получил бронзовую медаль. Соревнуясь на рапирах, Гриб занял последнее пятое место в полуфинале.